# DFBポカール2018-2019
DFBポカール2018-2019 (2018–19 DFB-Pokal) は、2018年8月17日から2019年5月15日の期間に開催された、通算67回目 (前身も含めれば76回目)のDFBポカールである。バイエルン・ミュンヘンが3大会ぶり19回目の優勝を果たした。

## 参加クラブ
以下の64クラブが参加する。
| ブンデスリーガ (18クラブ) ブンデスリーガ2017-18所属全クラブが出場 | 2. ブンデスリーガ (18クラブ) 2. ブンデスリーガ2017-18所属全クラブが出場 | 3. リーガ (4クラブ) 3. リーガ2017-18における上位4チームが出場 |
| - バイエルン・ミュンヘン - シャルケ - ホッフェンハイム - ドルトムント - レバークーゼン - RBライプツィヒ - シュトゥットガルト - フランクフルト - ボルシアMG - ヘルタ・ベルリン - ブレーメン - アウクスブルク - ハノーファー - マインツ - フライブルク - ヴォルフスブルク - ハンブルガーSV (II) - ケルン (II) | - デュッセルドルフ (I) - ニュルンベルク (I) - ホルシュタイン・キール - ビーレフェルト - レーゲンスブルク - ボーフム - デュースブルク - ウニオン・ベルリン - インゴルシュタット - ダルムシュタット - ザントハウゼン - ザンクトパウリ - ハイデンハイム - ディナモ・ドレスデン - グロイター・フュルト - エルツゲビルゲ・アウエ - アイントラハト・ブラウンシュヴァイク (III) - カイザースラウテルン (III) | - マクデブルク (II) - パーダーボルン (II) - カールスルーエ - ヴェーエン・ヴィースバーデン |
| 各地域代表 (24クラブ) 各地域のサッカー協会カップの優勝クラブが出場 | | |
| - バーデン プフォルツハイム (V) - バイエルン シュヴァインフルト (IV) 1860ミュンヘン (III) - ベルリン BFCディナモ (IV) - ブランデンブルク エネルギー・コットブス (III) - ブレーメン ハステット (V) - ハンブルク ダッセンドルフ (V) - ヘッセン シュタインバッハ (IV)                                          | - メクレンブルク＝フォアポンメルン ハンザ・ロストック (III) - ミッテルライン ヴィクトリア・ケルン (IV) - ニーダーライン オーバーハウゼン (IV) - ニーダーザクセン ドロホターゼン・アッセル (IV) イェッデロー (IV) - ラインラント ロートヴァイス・コブレンツ (IV) - ザールラント エルフェアスベルク (IV) - ザクセン ヒェミー・ライプツィヒ (V)                                                          | - ザクセン＝アンハルト ローク・シュテンダル (V) - シュレースヴィヒ＝ホルシュタイン フレンスブルク (IV) - ズュートバーデン リンクス (V) - ズュートヴェスト ヴォルマティア・ヴォルムス (IV) - テューリンゲン カールツァイス・イェーナ (III) - ヴェストファーレン エルンテブリュック (IV) レーディングハウゼン (IV) - ヴュルテンベルク SSVウルム (IV) |
| 括弧内のローマ数字は2018-19シーズンの所属ディビジョン (I：ブンデスリーガ 、II：2. ブンデスリーガ 、III：3. リーガ 、IV：レギオナルリーガ、V：オーバーリーガ | | |

## 日程
| 試合     | 組み合わせ抽選会 | 開催日               |
| -------- | ---------------- | -------------------- |
| 1回戦    | 2018年6月8日     | 2018年8月17日-20日   |
| 2回戦    | 2018年8月26日    | 2018年10月30日・31日 |
| 3回戦    | 2018年11月4日    | 2019年2月5日・6日    |
| 準々決勝 | 2019年2月10日    | 2019年4月2日・3日    |
| 準決勝   | 2019年4月7日     | 2019年4月23日・24日  |
| 決勝     | 2019年4月7日     | 2019年5月25日        |

## 1回戦
組み合わせ抽選会は、2018年6月18日に行われた。チーム名横の括弧内の数字は2018-19シーズンの所属ディビジョンを表す (2回戦以降も同様)。試合時間はいずれも現地時間 (1回戦、準決勝、決勝はCEST (UTC+2)。それ以外はCET (UTC+1))。
| 2018年8月17日 | ヴェーエン・ヴィースバーデン (3)                               | 3 - 2 (延長) | ザンクトパウリ (2)                     | ヴィースバーデン                                                             |  |
| 20:45         | レッデマン 35分 · シェフラー 103分 (pen.) · シュミット 105+1分 | レポート     | ノイデッカー 51分 · アフェフォル 109分 | 競技場: ブリタ・アレーナ 観客数: 10,007人 主審: クリスティアン・ディンガート |  |

| 2018年8月17日 | マクデブルク (2) | 0 - 1    | ダルムシュタット (2) | マクデブルク                                                       |  |
| 20:45         |                  | レポート | ケンペ 3分 (pen.)    | 競技場: MDCCアレーナ 観客数: 20,165人 主審: ロベルト・シュレーダー |  |

| 2018年8月17日 | シュヴァインフルト (4) | 0 - 2    | シャルケ (1)                               | シュヴァインフルト                                                                     |  |
| 20:45         |                        | レポート | ベンタレブ 24分 (pen.) · ナスタシッチ 75分 | 競技場: ヴィリー・ザックス・シュタディオン 観客数: 15,060人 主審: アルネ・アールニンク |  |

| 2018年8月18日 | リンクス (5)       | 1 - 2    | ニュルンベルク (1)  | ケール                                                                  |  |
| 15:30         | ルビオ 21分 (pen.) | レポート | イシャク 15分, 88分 | 競技場: ライン・シュタディオン 観客数: 6,500人 主審: スヴェン・ワシツキ |  |

| 2018年8月18日 | レーディングハウゼン (5)                               | 3 - 2 (延長) | ディナモ・ドレスデン (2)                | ロッテ                                                                  |  |
| 15:30         | マイヤー 20分 · エンゲルマン 45+1分 · ヒッペー 120+3分 | レポート     | ドゥリェヴィッチ 11分 · アオスマン 25分 | 競技場: フリモ・シュタディオン 観客数: 3,862人 主審: フロリアン・ヘフト |  |

| 2018年8月18日 | エルフェアスベルク (4) | 0 - 1    | ヴォルフスブルク (1) | シュピーゼン＝エルヴェルスベルク                                                                        |  |
| 15:30         |                        | レポート | ギンチェク 76分      | 競技場: ヴァルトシュタディオン・アン・デア・カイザーリンデ 観客数: 5,321人 主審: ラッセ・コスロウスキー |  |

| 2018年8月18日 | ダッセンドルフ (5) | 0 - 1    | デュースブルク (2) | ハンブルク                                                              |  |
| 15:30         |                    | レポート | タシチー 24分      | 競技場: ザンダー・タンネン 観客数: 3,500人 主審: アレクサンデル・サザー |  |

| 2018年8月18日 | ヴォルマティア・ヴォルムス (4) | 1 - 6    | ブレーメン (1) | ヴォルムス                                                                            |  |
| 15:30         | ミンバラ 44分                  | レポート | 大迫勇也 9分 · カインツ 21分 · バルグフレーデ 32分 · クルーゼ 40分 (pen.) · M・エッゲシュタイン 45+1分 · J・エッゲシュタイン 79分 | 競技場: ヴォルマティア・シュタディオン 観客数: 8,000人 主審: ベネディクト・ケンプクス |  |

| 2018年8月18日 | ドロホターゼン・アッセル (4) | 0 - 1    | バイエルン・ミュンヘン (1) | ドロホターゼン                                                                |  |
| 15:30         |                              | レポート | レヴァンドフスキ 82分      | 競技場: ケーディンガー・シュタディオン 観客数: 7,800人 主審: トルベン・シバー |  |

| 2018年8月18日 | カイザースラウテルン (3) | 1 - 6    | ホッフェンハイム (1)                                                                   | カイザースラウテルン                                                                       |  |
| 15:30         | スパルヴィス 33分        | レポート | ジョエリントン 6分, 22分, 53分 · シュルツ 13分 · カデジャーベク 51分 · ブレネット 63分 | 競技場: フリッツ・ヴァルター・シュタディオン 観客数: 22,818人 主審: パトリック・イトリック |  |

| 2018年8月18日 | プフォルツハイム (5) | 0 - 1    | レバークーゼン (1) | プフォルツハイム                                                                  |  |
| 15:30         |                      | レポート | アラリオ 26分      | 競技場: シュタディオン・ホルツォフ 観客数: 4,725人 主審: フランク・ヴィレンボルク |  |

| 2018年8月18日 | SSVウルム (5)               | 2 - 1    | フランクフルト (1) | ウルム                                                               |  |
| 15:30         | キーンレ 48分 · ルクス 75分 | レポート | パシエンシア 90分  | 競技場: ドナウシュタディオン 観客数: 18,440人 主審: ティモ・ゲーラハ |  |

| 2018年8月18日 | エルンテブリュック (4)                                  | 3 - 5    | ハンブルガーSV (2)                                                        | ジーゲン                                                                     |  |
| 15:30         | 山崎竜也 42分 · フーノルト 48分 · ヒルチェンバッハ 70分 | レポート | ホルトビー 7分 (pen.) · アルプ 10分 · ラソッガ 64分, 66分 · マンガラ 90分 | 競技場: ライムバハシュタディオン 観客数: 13,588人 主審: ロベルト・ケンプテル |  |

| 2018年8月18日 | オーバーハウゼン (4) | 0 - 6    | ザントハウゼン (2)                                                                          | オーバーハウゼン                                                                            |  |
| 18:30         |                      | レポート | シュロイゼナー 8分 · ミュラー 24分 (90+2) · フェルスター 46分 · キスター 61分 · カール 83分 | 競技場: ニーダーライン・シュタディオン 観客数: 6,072人 主審: フロリアン・バドシュトゥブナー |  |

| 2018年8月18日 | エルツゲビルゲ・アウエ (2) | 1 - 3    | マインツ (1)                          | アウエ                                                                                               |  |
| 18:30         | テストレート 83分          | レポート | マキシム 31分, 65分 · クアイソン 59分 | 競技場: スパーカッセン・ エルツゲビルグススタディオン 観客数: 7,600人 主審: フェリックス・ツバイヤー |  |

| 2018年8月18日 | ハンザ・ロストック (3)   | 2 - 0    | シュトゥットガルト (1) | ロストック                                                                       |  |
| 20:45         | スク 8分 · ペピッチ 84分 | レポート |                        | 競技場: オストゼーシュタディオン 観客数: 24,400人 主審: トビアス・シュティーラー |  |

| 2018年8月19日 | ローク・シュテンダル (5) | 0 - 5    | ビーレフェルト (2)                                               | シュテンダール                                                                            |  |
| 15:30         |                          | レポート | オウス 11分, 60分 · シプロック 63分, 69分 (pen.) · シュッツ 66分 | 競技場: シュタディオン・アン・ヘルツヒェン 観客数: 3,000人 主審: クリスティアン・ディーツ |  |

| 2018年8月19日 | シュタインバッハ (4) | 1 - 2    | アウクスブルク (1)          | ハイガー                                                                 |  |
| 15:30         | ヘルツィヒ 56分      | レポート | リヒター 20分 · ハーン 65分 | 競技場: SIBREシュポルトパルク 観客数: 4,205人 主審: マルティン・トムセン |  |

| 2018年8月19日 | ロートヴァイス・コブレンツ (4) | 0 - 5    | デュッセルドルフ (1)                                                     | ツヴィッカウ                                                                        |  |
| 15:30         |                                | レポート | ルケバキオ 9分, 12分 · ドゥクシュ 32分 · シュテーガー 44分 · ラマン 62分 | 競技場: シュタディオン・オーバーベート 観客数: 7,500人 主審: ベンヤミン・コルトゥス |  |

| 2018年8月19日 | フレンスブルク (4) | 1 - 0    | ボーフム (2) | フレンスブルク                                                                      |  |
| 15:30         | シュルツ 83分      | レポート |              | 競技場: マンフレート・ヴェルナー・シュタディオン 観客数: 3,500人 主審: ルネ・ローデ |  |

| 2018年8月19日 | ヒェミー・ライプツィヒ (5)          | 2 - 1    | レーゲンスブルク (2) | ライプツィヒ                                                                            |  |
| 15:30         | ヴェント 68分 · ドゥルスキー 90+1分 | レポート | デルストロフ 20分    | 競技場: アルフレート･クンツェ･シュポルトパルク 観客数: 4,999人 主審: トビアス・ライヘル |  |

| 2018年8月19日 | BFCディナモ (4)   | 1 - 9    | ケルン (2)                                                                                              | ベルリン                                                                               |  |
| 15:30         | トヴァルジク 19分 | レポート | テローデ 21分, 34分, 41分, 75分 · ドレクスラー 44分, 66分 · リッセ 59分 · コジエロ 63分 · シャウブ 86分 | 競技場: ベルリン・オリンピアシュタディオン 観客数: 14,357人 主審: ヨハン・ファイファー |  |

| 2018年8月19日 | イェッデロー (4)                         | 2 - 5    | ハイデンハイム (2)                                                          | オルデンブルク                                                          |  |
| 15:30         | リンデマン 76分 (pen.) · テンニース 79分 | レポート | グリースベック 22分 · プシュ 32分 · グラツェル 56分 · ランクフォード 90+2分 | 競技場: 53アハト・アレーナ 観客数: 4,805人 主審: ミヒャエル・バッヒャー |  |

| 2018年8月19日 | ヴィクトリア・ケルン (4) | 1 - 3    | RBライプツィヒ (1)                                          | ケルン                                                                                  |  |
| 15:30         | ゴレイ 39分              | レポート | ポウルセン 61分 · フォルスベリ 69分 · オーギュスタン 90+3分 | 競技場: シュポルトパルク・ヘーエンベルク 観客数: 4,712人 主審: マルティン・ペーターゼン |  |

| 2018年8月19日 | カールスルーエ (3) | 0 - 6    | ハノーファー (1)                                                                               | カールスルーエ                                                                       |  |
| 15:30         |                    | レポート | ヴィマー 17分 · ベブ 31分 · フュルクルク 41分 (pen.) · 浅野拓磨 51分 · ヴァイダント 85分, 90分 | 競技場: ヴィルトパルクシュタディオン 観客数: 12,234人 主審: バスティアン・ダンケルト |  |

| 2018年8月19日 | 1860ミュンヘン (3) | 1 - 3    | ホルシュタイン・キール (2)                | ミュンヘン                                                                                 |  |
| 18:30         | カルゲル 7分       | レポート | ミューリンク 74分, 83分 · シンドラー 87分 | 競技場: グリュンヴァルター・シュタディオン 観客数: 14,200人 主審: サッシャ・シュテーゲマン |  |

| 2018年8月19日 | 1.FCマクデブルク (3)                   | 2 - 4    | ウニオン・ベルリン (2)                                           | イェーナ                                                                                     |  |
| 18:30         | ウルフラム 21分 · トリメル 42分 (o.g.) | レポート | アンデション 14分 · クロース 29分 · ヘドラン 45+5分 (pen.), 71分 | 競技場: エルンスト・アッベ・スポーツフィールド 観客数: 10,600人 主審: フェリックス・ブリッヒ |  |

| 2018年8月19日 | ハステット (5) | 1 - 11   | ボルシアMG (1) | ブレーメン                                                                                |  |
| 18:30         | クチュク 88分  | レポート | アザール 2分 (pen.), 42分, 84分 · プレア 8分, 50分, 78分 · ラファエウ 15分, 30分, 66分 · ノイハウス 39分 · ホフマン 56分 | 競技場: ヴェーザーシュタディオン・プラッツ11 観客数: 4,997人 主審: クリストフ・ギュンシュ |  |

| 2018年8月20日 | パーダーボルン (2)          | 2 - 1    | インゴルシュタット (2) | パーダーボルン                                                          |  |
| 18:30         | ヒューネマイアー 34分, 44分 | レポート | キッテル 76分          | 競技場: ベンテラー・アレーナ 観客数: 9,427人 主審: ダニエル・シーベルト |  |

| 2018年8月20日                             | コットブス (3)                         | 2 - 2 (延長) (3-5 PK戦)                              | フライブルク (1)                    | コットブス                                                                                 |  |
| 18:30                                     | フレイタス 41分 · ヴィテリッティ 103分 | レポート                                             | フランツ 90+1分 · ペーターゼン 99分 | 競技場: シュタディオン・デア・フロイントシャフト 観客数: 15,345人 主審: ハルム・オスメルス |  |
|                                           |                                        | PK戦                                                 |                                     |                                                                                            |  |
| シュタイン フレイタス シュルター クルーゼ |                                        | ペーターゼン ラインハート ヘフラー フランツ ハインツ |                                     |                                                                                            |  |

| 2018年8月20日 | ブラウンシュヴァイク (3) | 1 - 2    | ヘルタ・ベルリン (1)                          | ブラウンシュヴァイク                                                             |  |
| 18:30         | フェイズラフ 81分        | レポート | プラッテンハルト 38分 · イビシェヴィッチ 83分 | 競技場: アイントラハト・シュタディオン 観客数: 16,710人 主審: ギド・ヴィンクマン |  |

| 2018年8月20日 | グロイター・フュルト (2) | 1 - 2 (延長) | ドルトムント (1)                   | フュルト                                                                                     |  |
| 20:45         | エルンスト 77分          | レポート     | ヴィツェル 90+5分 · ロイス 120+1分 | 競技場: シュターディオン・アム・ラオベンウェーク 観客数: 15,500人 主審: マヌエル・グラエフェ |  |

## 2回戦
組み合わせ抽選会は、2018年8月26日に行われた。
| 2018年10月30日 | ダルムシュタット (2) | 0 - 2    | ヘルタ・ベルリン (1)                            | ダルムシュタット                                                                           |  |
| 18:30          |                      | レポート | イビシェヴィッチ 64分 · ミッテルシュタット 88分 | 競技場: シュタディオン・アム・ベレンファルトーア 観客数: 15,000人 主審: ロベルト・カンプカ |  |

| 2018年10月30日 | ハノーファー (1) | 0 - 2    | ヴォルフスブルク (1)                  | ハノーファー                                                      |  |
| 18:30          |                  | レポート | メーメディ 20分 · ベグホルスト 90+3分 | 競技場: AWDアレーナ 観客数: 34,400人 主審: ベンヤミン・コルトゥス |  |

| 2018年10月30日 | SSVウルム (5) | 1 - 5    | デュッセルドルフ (1)                                            | ウルム                                                                             |  |
| 18:30          | モリナ 1分    | レポート | ドゥクシュ 15分, 70分 · ヘニングス 33分 · ルケバキオ 37分, 43分 | 競技場: ドナウシュタディオン 観客数: 17,000人 主審: フロリアン・バドシュトゥブナー |  |

| 2018年10月30日 | ヒェミー・ライプツィヒ (5) | 0 - 3    | パーダーボルン (2)                          | ライプツィヒ                                                                                  |  |
| 18:30          |                            | レポート | グェイェ 18分, 60分 · ヒューネマイアー 28分 | 競技場: アルフレート･クンツェ･シュポルトパルク 観客数: 4,999人 主審: クリスティアン・ディーツ |  |

| 2018年10月30日 | アウクスブルク (1)                                        | 3 - 2 (延長) | マインツ (1)                    | アウクスブルク                                                  |  |
| 20:45          | ベル 40分 (o.g.) · グレゴリッチュ 86分 · カイウビー 105分 | レポート     | ムウェネ 19分 · クアイソン 65分 | 競技場: WWKアレーナ 観客数: 15,561人 主審: マヌエル・グラエフェ |  |

| 2018年10月30日 | ハイデンハイム (2)                                | 3 - 0    | ザントハウゼン (2) | ハイデンハイム                                                      |  |
| 20:45          | シュナッテラー 8分 (pen.) · ドヴェダン 20分, 86分 | レポート |                    | 競技場: フォイト・アレーナ 観客数: 4,300人 主審: スヴェン・ワシツキ |  |

| 2018年10月30日 | レーディングハウゼン (5) | 1 - 2    | バイエルン・ミュンヘン (1)              | オスナブリュック                                                     |  |
| 20:45          | マイヤー 49分            | レポート | ヴァーグナー 8分 · ミュラー 13分 (pen.) | 競技場: オスナテル・アレーナ 観客数: 16,000人 主審: ティモ・ゲーラハ |  |

| 2018年10月30日 | ヴェーエン・ヴィースバーデン (3) | 0 - 3    | ハンブルガーSV (2)                                | ヴィースバーデン                                                        |  |
| 20:45          |                                  | レポート | ラソッガ 21分, 51分 · ドウグラス・サントス 90+7分 | 競技場: BRITAアレーナ 観客数: 11,170人 主審: マティアス・イェレンベック |  |

| 2018年10月31日 | ドルトムント (1)                                          | 3 - 2 (延長) | ウニオン・ベルリン (2) | ドルトムント                                                                 |  |
| 18:30          | プリシッチ 40分 · フィリップ 73分 · ロイス 120+1分 (pen.) | レポート     | ポルター 63分, 87分    | 競技場: ジグナル・イドゥナ・パルク 観客数: 72,732人 主審: ギド・ヴィンクマン |  |

| 2018年10月31日                                                   | ケルン (2)    | 1 - 1 (延長) (5-6 PK戦)                                                  | シャルケ (1)           | ケルン                                                                           |  |
| 18:30                                                            | コルドバ 43分 | レポート                                                                 | ベンタレブ 88分 (pen.) | 競技場: ラインエネルギーシュタディオン 観客数: 50,000人 主審: ハルム・オスメルス |  |
|                                                                  |               | PK戦                                                                     |                        |                                                                                  |  |
| ヘーガー エズジャン テローデ ギラシ リッセ ヘクター ドレクスラー |               | ブルクシュタラー ナスタシッチ カリジューリ アリ ベンタレブ ルディ ウート |                        |                                                                                  |  |

| 2018年10月31日 | フレンスブルク (4) | 1 - 5    | ブレーメン (1)                                                                | フレンスブルク                                                                            |  |
| 18:30          | イリディオ 27分    | レポート | ピサーロ 8分 · カインツ 37分 · クラーセン 44分 (pen.) · ハルニック 76分, 80分 | 競技場: マンフレート・ヴェルナー・シュタディオン 観客数: 8,637人 主審: トビアス・ライヘル |  |

| 2018年10月31日                                | ハンザ・ロストック (3)                | 2 - 2 (延長) (2-4 PK戦)                       | ニュルンベルク (1)                   | ロストック                                                                   |  |
| 18:30                                         | ブライヤー 35分 · ヒルデブラント 94分 | レポート                                      | ズレリャーク 90分 · パラシオス 103分 | 競技場: オストゼーシュタディオン 観客数: 23,900人 主審: マルティン・トムセン |  |
|                                               |                                       | PK戦                                          |                                      |                                                                              |  |
| ペピッチ ヒルデブラント ビュロウ ウィリアムズ |                                       | ベーレンス マルクライター ミュール ライボルト |                                      |                                                                              |  |

| 2018年10月31日 | ボルシアMG (1) | 0 - 5    | レバークーゼン (1)                                                         | メンヒェングラートバッハ                                                                 |  |
| 20:45          |                | レポート | ブラント 5分 · イェドヴァイ 45+1分 · ベララビ 67分, 74分 · フォラント 80分 | 競技場: シュタディオン・イム・ボルシア・パルク 観客数: 48,755人 主審: トビアス・ヴェルツ |  |

| 2018年10月31日 | RBライプツィヒ (1)    | 2 - 0    | ホッフェンハイム (1) | ライプツィヒ                                                         |  |
| 20:45          | ヴェルナー 48分, 56分 | レポート |                      | 競技場: レッドブル・アレーナ 観客数: 21,042人 主審: マルコ・フリッツ |  |

| 2018年10月31日 | ビーレフェルト (2) | 0 - 3    | デュースブルク (2)                                          | ビーレフェルト                                                               |  |
| 20:45          |                    | レポート | フェルフック 12分 · シュネルハルト 39分 · オリヴェイラ 45分 | 競技場: ビーレフェルダー・アルム 観客数: 19,143人 主審: アルネ・アールニンク |  |

| 2018年10月31日 | ホルシュタイン・キール (2)  | 2 - 1    | フライブルク (1) | キール                                                                        |  |
| 20:45          | セラ 26分 · キンソンビ 79分 | レポート | ペーターゼン 1分 | 競技場: ホルシュタイン・スタディオン 観客数: 9,361人 主審: セレン・ストルクス |  |

## 3回戦
組み合わせ抽選会は、2018年11月4日に行われた。
| 2019年2月5日 | ハンブルガーSV (2) | 1 - 0    | ニュルンベルク (1) | ハンブルク                                                                       |  |
| 18:30        | オズジャン 54分    | レポート |                    | 競技場: フォルクスパルクシュタディオン 観客数: 47,628人 主審: ハルム・オスメルス |  |

| 2019年2月5日 | ハイデンハイム (2)                  | 2 - 1    | レバークーゼン (1) | ハイデンハイム                                                         |  |
| 18:30        | ドヴェダン 47分 · ムルトハウプ 72分 | レポート | ブラント 44分      | 競技場: フォイト・アレーナ 観客数: 11,400人 主審: ロベルト・ハルトマン |  |

| 2019年2月5日 | デュースブルク (2) | 1 - 3    | パーダーボルン (2)                                          | デュースブルク                                                      |  |
| 20:45        | オリヴェイラ 47分  | レポート | テクペティ 52分 · プレガー 61分 · アントウィ＝アジェイ 76分 | 競技場: MSVアレーナ 観客数: 12,509人 主審: スヴェン・ヤブロンスキー |  |

| 2019年2月5日                                | ドルトムント (1)                                | 3 - 3 (延長) (2-4 PK戦)                          | ブレーメン (1)                                   | ドルトムント                                                                     |  |
| 20:45                                       | ロイス 45+3分 · プリシッチ 105分 · ハキミ 113分 | レポート                                         | ラシツァ 5分 · ピサーロ 108分 · ハルニック 119分 | 競技場: ジグナル・イドゥナ・パルク 観客数: 81,365人 主審: フェリックス・ブリッヒ |  |
|                                             |                                                 | PK戦                                             |                                                  |                                                                                  |  |
| アルカセル フィリップ ヴィツェル ヴァイグル |                                                 | ピサーロ M・エッゲシュタイン クラーセン クルーゼ |                                                  |                                                                                  |  |

| 2019年2月6日 | ホルシュタイン・キール (2) | 0 - 1    | アウクスブルク (1)  | キール                                                                               |  |
| 18:30        |                            | レポート | グレゴリッチュ 85分 | 競技場: ホルシュタイン・スタディオン 観客数: 11,198人 主審: フランク・ヴィレンボルク |  |

| 2019年2月6日 | RBライプツィヒ (1)     | 1 - 0    | ヴォルフスブルク (1) | ライプツィヒ                                                                     |  |
| 18:30        | マテウス・クーニャ 9分 | レポート |                      | 競技場: レッドブル・アレーナ 観客数: 21,135人 主審: クリスティアン・ディンガート |  |

| 2019年2月6日 | シャルケ (1)                                    | 4 - 1    | デュッセルドルフ (1) | ゲルゼンキルヒェン                                                           |  |
| 20:45        | クトゥジュ 30分 · サネ 48分, 87分 · ウート 53分 | レポート | ヘニングス 71分      | 競技場: フェルティンス・アレーナ 観客数: 56,638人 主審: マヌエル・グラエフェ |  |

| 2019年2月6日 | ヘルタ・ベルリン (1)                 | 2 - 3 (延長) | バイエルン・ミュンヘン (1)       | ベルリン                                                                     |  |
| 20:45        | ミッテルシュテット 3分 · ゼルケ 67分 | レポート     | ニャブリ 7分, 49分 · コマン 98分 | 競技場: オリンピアシュタディオン 観客数: 74,667人 主審: マルクス・シュミット |  |

## 準々決勝
組み合わせ抽選会は、2019年2月10日に行われた。
| 2019年4月2日 | パーダーボルン (2) | 0 - 2    | ハンブルガーSV (2)  | パーダーボルン                                                         |  |
| 18:30        |                    | レポート | ラソッガ 54分, 68分 | 競技場: ベンテラー・アレーナ 観客数: 15,000人 主審: トビアス・ヴェルツ |  |

| 2019年4月2日 | アウクスブルク (1)    | 1 - 2 (延長) | RBライプツィヒ (1)                                | アウクスブルク                                                      |  |
| 20:45        | フィンボガソン 90+4分 | レポート     | ヴェルナー 74分 · ハルステンベルク 120+1分 (pen.) | 競技場: WWKアレーナ 観客数: 25,263人 主審: トビアス・シュティーラー |  |

| 2019年4月3日 | バイエルン・ミュンヘン (1)                                                         | 5 - 4    | ハイデンハイム (2)                                       | ミュンヘン                                                             |  |
| 18:30        | ゴレツカ 12分 · ミュラー 53分 · レヴァンドフスキ 55分, 84分 (pen.) · ニャブリ 65分 | レポート | グラツェル 26分, 74分, 77分 (pen.) · シュナッテラー 39分 | 競技場: アリアンツ・アレーナ 観客数: 75,000人 主審: ギド・ヴィンクマン |  |

| 2019年4月3日 | シャルケ (1) | 0 - 2    | ブレーメン (1)                  | ゲルゼンキルヒェン                                                         |  |
| 20:45        |              | レポート | ラシツァ 65分 · クラーセン 72分 | 競技場: フェルティンス・アレーナ 観客数: 61,597人 主審: デニズ・アイテキン |  |

## 準決勝
組み合わせ抽選会は、2019年4月7日に行われた。
| 2019年4月23日 | ハンブルガーSV (2) | 1 - 3    | RBライプツィヒ (1)                                           | ハンブルク                                                                           |  |
| 20:45         | ジャッタ 24分      | レポート | ポウルセン 12分 · ヤニチッチ 53分 (o.g.) · フォルスベリ 72分 | 競技場: フォルクスパルクシュタディオン 観客数: 52,365人 主審: フェリックス・ブリッヒ |  |

| 2019年4月24日 | ブレーメン (1)                | 2 - 3    | バイエルン・ミュンヘン (1)                         | ブレーメン                                                                   |  |
| 20:45         | 大迫勇也 74分 · ラシツァ 75分 | レポート | レヴァンドフスキ 36分, 80分 (pen.) · ミュラー 63分 | 競技場: ヴェーザーシュタディオン 観客数: 42,100人 主審: ダニエル・シーベルト |  |

## 決勝
| 2019年5月25日 20:00 CEST |

| RBライプツィヒ (1) | 0 - 3    | バイエルン・ミュンヘン (1)                |
|                    | レポート | レヴァンドフスキ 29分, 85分 · コマン 78分 |

| ベルリン・オリンピアシュタディオン, ベルリン 観客数: 74,322人 主審: トビアス・シュティーラー |

| RBライプツィヒ | バイエルン・ミュンヘン |

| GK                   | 1  | グラーチ・ペーテル           |      |      |
| RB                   | 16 | ルーカス・クロスターマン     |      |      |
| CB                   | 6  | イブラヒマ・コナテ           |      | 82分 |
| CB                   | 4  | ヴィリ・オルバン             |      | 70分 |
| LB                   | 23 | マルツェル・ハルステンベルク |      |      |
| DM                   | 14 | タイラー・アダムス           |      | 65分 |
| CM                   | 7  | マルセル・ザビッツァー       |      |      |
| CM                   | 44 | ケヴィン・カンプル           |      |      |
| AM                   | 10 | エミル・フォルスベリ         |      |      |
| CF                   | 9  | ユスフ・ポウルセン           |      |      |
| CF                   | 11 | ティモ・ヴェルナー           |      |      |
| サブメンバー         |    |                              |      |      |
| GK                   | 28 | イボン・ムボゴ               |      |      |
| DF                   | 5  | ダヨ・ウパメカノ             | 82分 | 70分 |
| DF                   | 22 | ノルディ・ムキエレ           |      |      |
| DF                   | 27 | コンラート・ライマー         |      | 65分 |
| MF                   | 8  | アマドゥ・ハイダラ           |      | 82分 |
| MF                   | 31 | ディエゴ・デンメ             |      |      |
| FW                   | 20 | マテウス・クーニャ           |      |      |
| 監督                 |    |                              |      |      |
| ラルフ・ラングニック |    |                              |      |      |

| GK             | 1  | マヌエル・ノイアー         |      |      |
| RB             | 32 | ヨシュア・キミッヒ         |      |      |
| CB             | 4  | ニクラス・ジューレ         |      |      |
| CB             | 5  | マッツ・フンメルス         |      |      |
| LB             | 27 | ダヴィド・アラバ           |      |      |
| CM             | 8  | ハビ・マルティネス         |      | 65分 |
| CM             | 6  | ティアゴ・アルカンタラ     |      |      |
| RW             | 22 | セルジュ・ニャブリ         |      | 73分 |
| AM             | 25 | トーマス・ミュラー         |      |      |
| LW             | 29 | キングスレイ・コマン       |      | 87分 |
| CF             | 9  | ロベルト・レヴァンドフスキ | 87分 |      |
| サブメンバー   |    |                            |      |      |
| GK             | 26 | スヴェン・ウルライヒ       |      |      |
| DF             | 13 | ラフィーニャ               |      |      |
| DF             | 17 | ジェローム・ボアテング     |      |      |
| MF             | 7  | フランク・リベリー         |      | 87分 |
| MF             | 10 | アリエン・ロッベン         |      | 73分 |
| MF             | 24 | コランタン・トリッソ       |      | 65分 |
| MF             | 35 | レナト・サンチェス         |      |      |
| 監督           |    |                            |      |      |
| ニコ・コヴァチ |    |                            |      |      |

| DFBポカール 2018-2019 優勝             |
| -------------------------------------- |
| バイエルン・ミュンヘン 3大会ぶり19回目 |